# PZL W-3 Sokół
PZL W-3 Sokół — польский многоцелевой вертолёт, разработанный компанией PZL в конце 1970-х годов.

## История создания и производства
Работа над проектом была начата в 1973 году, базой послужил выпускаемый по лицензии Ми-2. 
«Сокол» совершил свой первый полёт 16 ноября 1979 года. 
В 1985 году было развёрнуто серийное производство в Польше.
Заказчикам поставлено около 150 машин. Более 80 — в Польше, остальные — в Чехии, Мьянме, Германии, Нигерии, Португалии, Испании, ОАЭ, Южной Корее, РФ и Филиппинах.
Вертолёт сертифицирован в Польше, России, США и Германии.

## Конструкция
PZL W-3 Sokół представляет собой машину одновинтовой схемы с четырёхлопастным несущим и трёхлопастным рулевым винтами, двухдвигательной силовой установкой и трёхстоечным неубирающимся в полёте колёсным шасси.

## Модификации

### Гражданские
- W-3 Sokół — базовая модификация
- W-3A Sokół — модификация имеющая сертификат FAR-29
- W-3AS Sokół
- W-3A2 Sokół
- W-3AM Sokół

### Военные

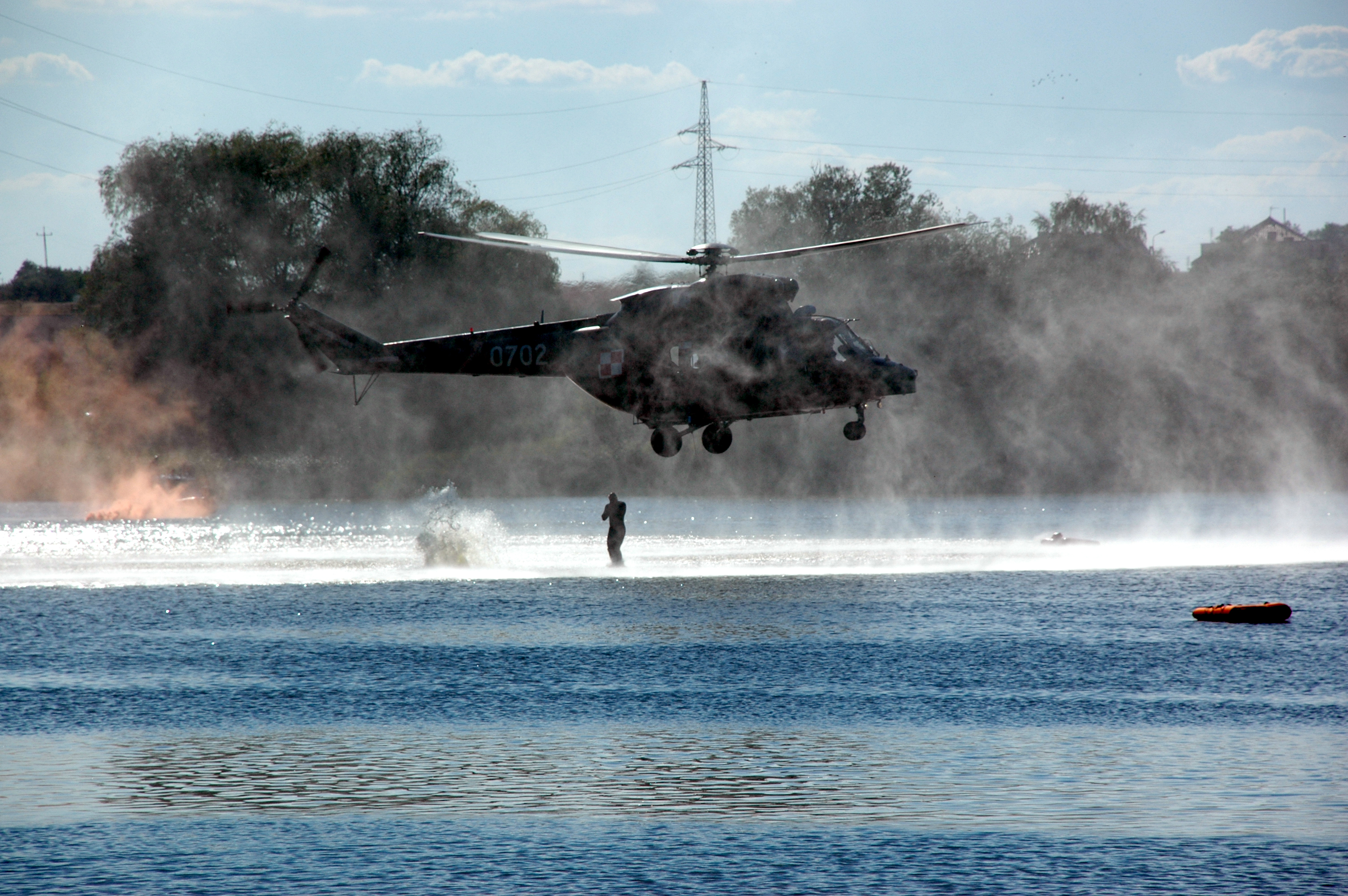
Польские десантники, спускающиеся с W-3T

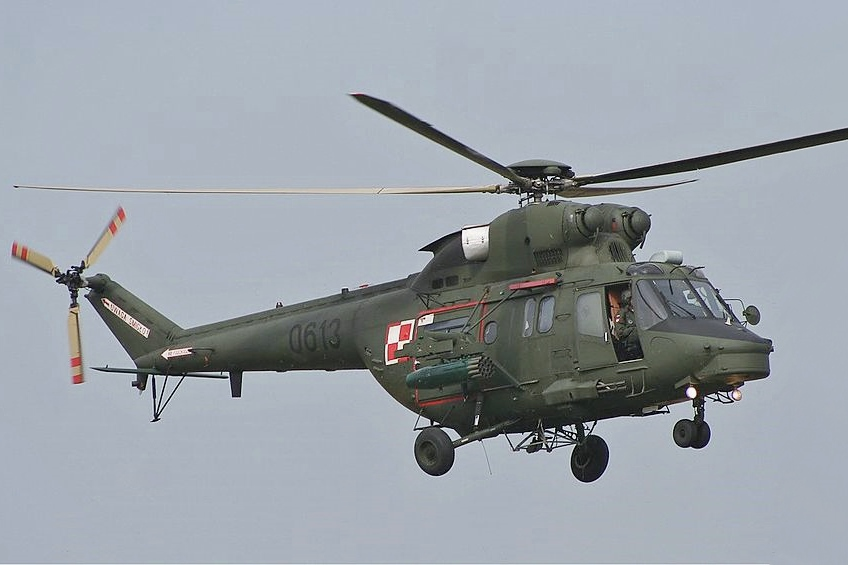
PZL W-3WA в полёте

- W-3 Huzar — ударный вертолёт с 20-мм авиапушкой малой отдачи и УРВП Grot, экспортная модификация[3]
- W-3T Sokół — транспортный вертолёт
- W-3P Sokół — транспортный вертолёт для ВМС
- W-3S Sokół — транспортный вертолёт для VIP-персон
- W-3W / W-3WA Sokół — ударный вертолёт с 23-мм двуствольной пушкой и 4 точками подвески
- W-3R Sokół — санитарный вертолёт
- W-3RL Sokół — поисково-спасательный вертолёт
- W-3RM Anakonda — морской поисково-спасательный вертолёт[3]
- W-3U-1 Alligator — палубный противолодочный вертолёт[3]
- W-3PSOT / W-3PPD Gipsówka — летающий командный пункт
- W-3RR Procjon — вертолёт радиоэлектронной разведки
- W-3PL Głuszec — сухопутный многоцелевой вертолёт. Впервые представлен на выставке International Defense Fair в городе Кельце в 2007 году. Оснащается подвижными крупнокалиберным пулемётами WKM-B или WLKM[4] под патрон 12,7×99 мм с нашлемным наведением. Вертолёт получил интегральную цифровую БИУС, которая позволяет контролировать все параметры машины на нескольких дисплеях, вместо десятков аналоговых приборов. Установлена электронно-оптическая поисково-прицельная система израильской компании Rafael (состоит из мощной телекамеры, тепловизора и лазерного дальномера). Защита от ПЗРК с инфракрасной ГСН обеспечивается украинской станции оптико-электронного подавления «Адрос». Рабочие места пилотов и кабина десанта получили композитное бронирование, увеличивающие их безопасность при обстреле с земли и при жёсткой посадке. Установлен новый ротор несущего винта[5][неавторитетный источник].
- МСБ-6 «Атаман» - украинский проект многоцелевого вертолета, разрабатываемый «Мотор Сич»[6].

В 1990-е годы в разработке находились модификация военно-транспортного вертолёта с удлинённой кабиной для перевозки до 14 военнослужащих, вертолёт радиоэлектронной борьбы

## Тактико-технические характеристики
Источник данных: 

Технические характеристики
- Экипаж: 2
- Пассажировместимость: 12
- Грузоподъёмность: 2550 кг
- Длина: 18,79 м
- Диаметр несущего винта: 15,70 м
- Диаметр рулевого винта: 3,03 м
- Высота: 4,20 м
- Масса пустого: 3850 кг
- Максимальная взлётная масса: 6400 кг
- Силовая установка: 2 × ТВД PZL-10W (лицензионная версия Глушенков ТВД-10Б)
- Мощность: 2 × 662 кВт (взлётный режим); 2 × 574 кВт (крейсерский режим)

Лётные характеристики
- Максимальная скорость: 260 км/ч
- Крейсерская скорость: 235 км/ч
- Практическая дальность: 745 км (на основных баках объёмом 1720 л)
- Перегоночная дальность: 1180 км (с ПТБ объёмом 730 л)
- Продолжительность полёта: 4 часа 12 мин
- Практический потолок: 4520 м
- Скороподъёмность: 8,5 м/с

Вооружение
- Стрелково-пушечное: пушечная установка с двуствольной пушкой ГШ-23Л калибра 23-мм
- Точки подвески: 4
- Боевая нагрузка:
- Варианты вооружения (в зависимости от задачи):
  - Противотанковые ракеты:
  - Неуправляемые ракеты:
  - Подвесное пушечное вооружение:

## На вооружении

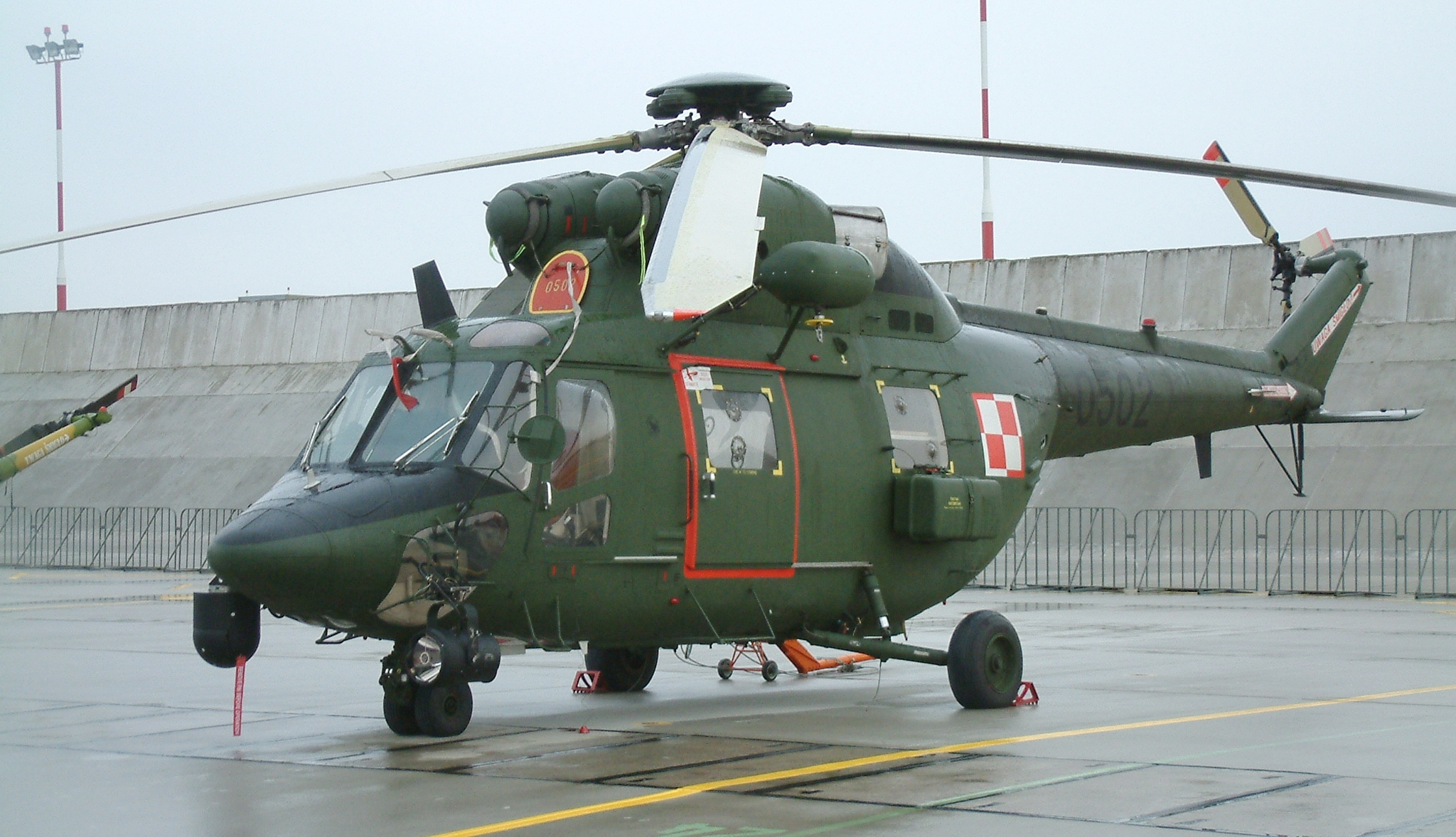
W-3RL Sokół

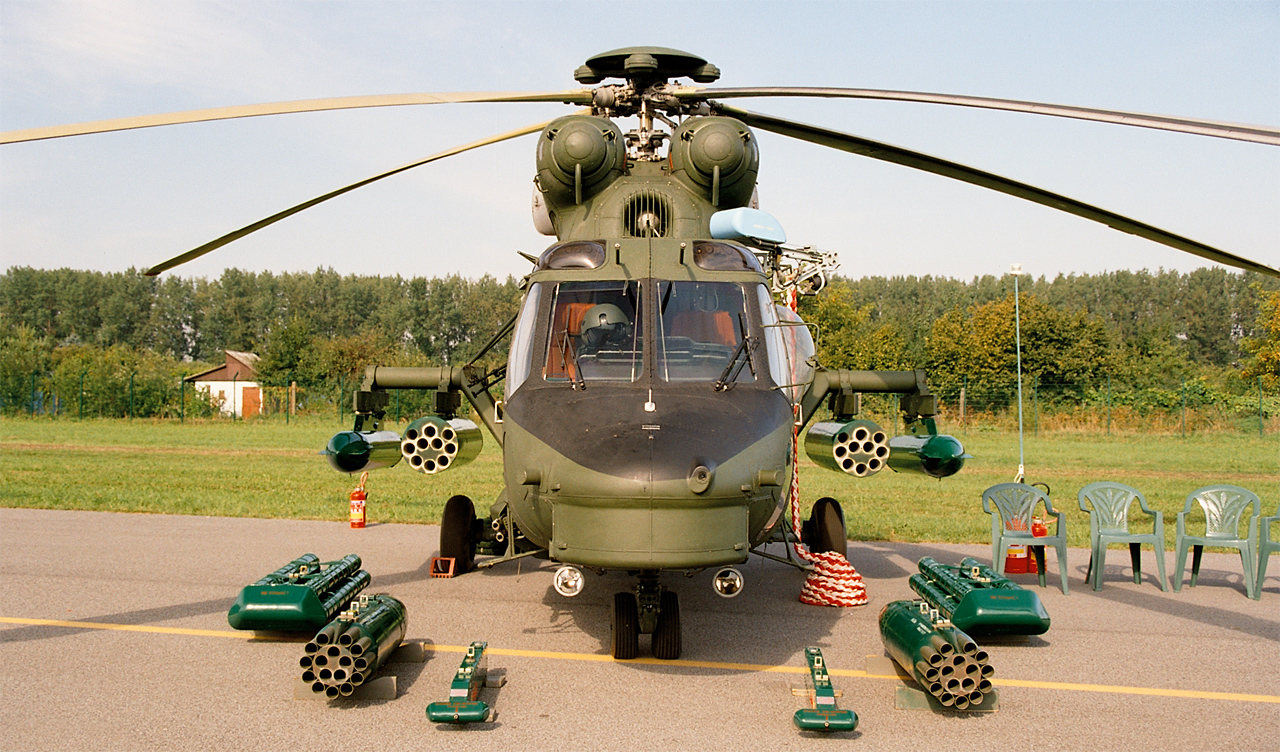
W-3WA Sokół на авиавыставке Radom Air Show, 2005 год.

- Польша: в январе 2012 года Министерство обороны Польши заключило с компанией PZL Świdnik контракт на поставку 5 новых W-3WA Sokół и модернизацию W-3 до версии W-3PL Głuszec. Сумма сделки составила 380 млн злотых (90 млн евро). Модернизация W-3 ведётся в рамках соглашения, подписанного между минобороны Польши и PZL Świdnik в 2006 году. Этот документ предусматривает постепенную модернизацию 32 вертолётов[8].
  - ВВС — 11 W-3 Sokół и 10 PZL W-3WA, по состоянию на 2016 год[9]
  - Армия — 24 W-3W/WA,  4 PZL W-3PL и 2 PZL W-3AE, по состоянию на 2016 год[10]
  - ВМС — 6 PZL W-3RM, по состоянию на 2016 год[9]
- Чехия: ВВС — 10 W-3А Sokół, по состоянию на 2024 год[11]
- Мьянма: ВВС — 10 W-3 Sokół, по состоянию на 2016 год[12]
- Филиппины: в мае 2011 года заказано 8 W-3A Sokół на общую сумму $64,5 млн[1].